# Walter Biemel
Walter Biemel (n. 19 februarie 1918, Belgrad, Regatul Serbiei – d. 6 martie 2015, Aachen, Germania) a fost un filozof german originar din România.
În fapt, Walter Biemel s-a născut în 19 februarie 1918, la Belgrad. Într-o convorbire cu Constantin Aslam, Biemel a declarat următoarele:
| “ | Sunt sas din Ardeal, brașovean, cu părinți originari din Sibiu. Cu toate că sunt din Brașov, nu m-am născut la Brașov. M-am născut, asta e un lucru ciudat și, cred, aproape unic, în două locuri. La Belgrad, în 1918, în palatul Topcider. Familia mea locuia aici, pentru că tatăl meu era căpitan de artilerie într-un regiment de rezervă la Belgrad, în primul război. După război, când am revenit în Transilvania, tatăl meu a încercat să obțină un extras de naștere și, pentru că nu știa sârbește, i-au propus să schimbe locul nașterii mele. Și tata a zis Brașov. De fapt, asta e și adevărat. Eu sunt brașovean, am trăit în Brașov cei mai frumoși ani ai mei. | ” |

## Biografie
Născut într-o familie de sași, a urmat liceul în limba germană la Colegiul Honterus din Brașov. A studiat apoi la București filozofia, psihologia, sociologia, istoria literaturii și istoria artelor unde i-a avut ca profesori pe Ion Petrovici, Tudor Vianu, Mircea Vulcănescu și Constantin Rădulescu-Motru. 
Între 1942–1944 a fost (împreună cu Alexandru Dragomir) studentul lui Martin Heidegger la Freiburg i. B., pregătind o lucrare despre conceptul de natură la Novalis, ce n-a putut fi încheiată din cauza împrejurărilor de război. 
Între anii 1945–1960 a fost colaborator la arhiva Husserl din Louvain. În 1949 a obținut la Louvain titlul de doctor (cu o teză despre conceptul de lume la Heidegger), iar în 1958, la Köln, titlul de docent. Din 1962 și până în 1976 a lucrat ca profesor universitar titular la catedra de filozofie a Institutului Politehnic din Aachen, iar din 1976 până în 1983, la catedra de filozofie a Academiei de Artă din Düsseldorf. 
Este editorul mai multor volume din Husserliana și din ediția completă Heidegger, precum și autorul a numeroase articole, studii și traduceri din domeniul fenomenologiei, al filozofiei artei etc. A tradus în limba franceză, împreună cu A. de Waelhens, scrieri ale lui Martin Heidegger (Despre esența adevărului, Kant și problema metafizicii). Până la decesul său, în 2015, a locuit la Aachen, Germania.

## Legăturile cu România
La data de 7 mai 2003 Universitatea din București i-a decernat titlul Doctor honoris causa, eveniment desfășurat în amfiteatrul „Mircea Florian” al Facultății de Filosofie a Universității din București, ocazie cu care s-a lansat Ființă și timp de Martin Heidegger – versiunea românească, care a fost dedicată lui Walter Biemel.
Începând din 2004, Walter Biemel a fost președintele de onoare al Societății Române de Fenomenologie încă de la înființarea acesteia..
Editura Humanitas a publicat de asemenea un emoționant volum de corespondență cu prietena sa Onica Busuioceanu, care a trăit în Statele Unite ale Americii, și pe care a ajutat-o din punctul de vedere financiar, sub titlul Dragă Walter, Scrisori către un binefăcător, 1976-2006, aceeași editură publicând o traducere a unei mini monografii consacrată lui Martin Heidegger.

## Lucrări principale
- Le concept de monde chez Heidegger (1950)
- Kants Begründung der Ästhetik und ihre Bedeutung für die Philosophie der Kunst (1959)
- Philosophische Analysen zur Kunst der Gegenwart (1968) [Expunere și interpretare, trad. de George Purdea, Ed. Univers, București, 1987]
- Sartre-Monographie (1964)
- Phänomenologie heute : Festschrift für Ludwig Landgrebe (1972)
- Heidegger-Monographie (1973) [Heidegger, Ed. Humanitas, București, 1996, ediția a II-a 2006]
- Zeitigung und Romanstruktur : philos. Analysen zur Deutung d. modernen Romans (1985)
- Deutsche Kultur im Südosten Europas (1988)
- The Heidegger-Jaspers correspondence : (1920 - 1963), (2003)